# Metalobosia postflavida
Metalobosia postflavida är en fjärilsart som beskrevs av Max Wilhelm Karl Draudt 1918. Metalobosia postflavida ingår i släktet Metalobosia och familjen björnspinnare. Inga underarter finns listade i Catalogue of Life.